# Ангелы ада (фильм, 1930)
«Ангелы ада» (англ. Hell's Angels) — фильм режиссёра Говарда Хьюза 1930 года.

## Сюжет
Два брата Рой и Монти после начала Первой мировой войны добровольно вступают в Королевские военно-воздушные силы. Они получают опасное задание — уничтожить склад боеприпасов германской армии на одном из участков фронта. Пилоты успешно справляются с задачей, но на обратном пути их ждёт бой с истребителями противника.

## Факты
- Фильм в основном чёрно-белый, но часть сцен тонирована в синий оттенок, а часть снята в двуцветном (красно-зелёном) процессе «Техниколор».
- Как проходили съёмки и премьера фильма, подробно показано в фильме «Авиатор».
- Люльки (гондолы), спускаемые с германских аэростатов для наблюдения, на самом деле существовали.
- Бюджет фильма составлял 4 млн долларов, что на то время было непостижимым числом. Однако фильм имел ошеломляющий успех у зрителей, и кассовые сборы составили более 8 млн долларов[источник не указан 1029 дней].
- Изначально фильм «Ангелы Ада» планировался к выходу в 1928 году и был немым, но уже перед выходом фильма Говард Хьюз узнаёт о том, что теперь есть возможность снимать кино со звуком, после чего «Ангелы Ада» практически полностью переснимаются под звуковое кино и выходят уже в этой версии.

## В ролях
- Джин Харлоу — Хелен
- Мэриан Марш — девушка, торгующая поцелуями
- Бен Лайон — Монте Ратлидж
- Джеймс Холл
- Джейн Винтон — баронесса фон Кранц

## Съёмочная группа
- Режиссёр: Говард Хьюз
- Постановщик диалогов: Джеймс Уэйл